# Deutsche Cadre-71/2-Meisterschaft 1976/77

Veranstaltungsort: Wesel

Die Deutsche Cadre-71/2-Meisterschaft 1976/77 ist eine Billard-Turnierserie und fand vom 21. bis zum 24. Oktober 1976 in Wesel zum 29. Mal statt.

## Geschichte
Leider musste Klaus Hose das Turnier aus gesundheitlichen Gründen absagen. Aber auch ohne ihn wurden in Wesel hervorragende Leistungen geboten. Dieter Müller gewann, trotz einer Niederlage gegen Günter Siebert, souverän seine achte Meisterschaft im Cadre 71/2. Eine sehr gute Leistung lieferte auch der Düsseldorfer Dieter Wirtz ab und wurde erstmals Zweiter in dieser Disziplin. Bereits seine dritte Medaille gewann der Münchner Peter Sporer.

## Modus
Gespielt wurde in zwei Vorrundengruppen à 5 Spieler. Die besten drei jeder Gruppe qualifizierten sich für die Endrunde. Das ganze Turnier wurde bis 300 Punkte gespielt.
Die Endplatzierung ergab sich aus folgenden Kriterien:
1. Matchpunkte
2. Generaldurchschnitt (GD)
3. Bester Einzeldurchschnitt (BED)
4. Höchstserie (HS)

## Teilnehmer (nach Ausgangsklassement)
1. Dieter Müller (Billardakademie Berlin) (Titelverteidiger)
2. Günter Siebert (BC „Pack'n an“ Hattingen)
3. Dieter Wirtz (Düsseldorfer Billardfreunde 54)
4. Wolfgang Zenkner (BSV München)
5. Norbert Ohagen (BSV Velbert)
6. Heinz Janzen (BG Bottrop 24)
7. Klaus Müller (BC Viktoria 09 Neunkirchen)
8. Fritz Günther (BV Völklingen)
9. Peter Sporer (BSV München)
10. Heinz Ohagen (BSV Velbert)

## Vorrunde
| MP    | Match Points (Sieger = 2; Unentschieden = 1; Verlierer = 0) |
| Pkte. | Erzielte Karambolagen                                       |
| Aufn. | Benötigte Versuche                                          |
| GD    | Generaldurchschnitt                                         |
| BED   | Bester Einzeldurchschnitt eines Spielers                    |
| HS    | Höchstserie                                                 |
|       | Bester GD des Turniers                                      |
|       | Bester ED des Turniers                                      |
|       | Beste HS des Turniers                                       |
|       | 1. Platz (Gold)                                             |
|       | 2. Platz (Silber)                                           |
|       | 3. Platz (Bronze)                                           |

| Platz                      | Name             | MP  | Pkte. | Aufn. | GD    | BED    | HS  |
| -------------------------- | ---------------- | --- | ----- | ----- | ----- | ------ | --- |
| 1                          | Dieter Müller    | 8:0 | 1200  | 20    | 60,00 | 150,00 | 226 |
| 2                          | Wolfgang Zenkner | 6:2 | 958   | 52    | 18,42 | 25,00  | 99  |
| 3                          | Norbert Ohagen   | 2:6 | 1094  | 86    | 12,72 | 20,00  | 105 |
| 4                          | Klaus Müller     | 2:6 | 639   | 56    | 11,41 | 11,11  | 66  |
| 5                          | Fritz Günther    | 2:6 | 762   | 90    | 8,46  | 7,14   | 60  |
| Gruppendurchschnitt: 15,30 |                  |     |       |       |       |        |     |

| Platz                      | Name           | MP  | Pkte. | Aufn. | GD    | BED   | HS  |
| -------------------------- | -------------- | --- | ----- | ----- | ----- | ----- | --- |
| 1                          | Peter Sporer   | 8:0 | 1200  | 54    | 22,22 | 75,00 | 137 |
| 2                          | Dieter Wirtz   | 6:2 | 1108  | 66    | 16,78 | 25,00 | 96  |
| 3                          | Günter Siebert | 4:4 | 863   | 55    | 15,69 | 23,07 | 148 |
| 4                          | Heinz Janzen   | 2:6 | 644   | 80    | 8,05  | 10,71 | 53  |
| 5                          | Heinz Ohagen   | 0:8 | 637   | 69    | 9,23  | –     | 40  |
| Gruppendurchschnitt: 13,74 |                |     |       |       |       |       |     |

## Endrunde

### 5. Spielrunde
| Name           | MP  | Pkte. | Aufn. | GD    | BED   | HS |
| -------------- | --- | ----- | ----- | ----- | ----- | -- |
| Peter Sporer   | 2:0 | 300   | 21    | 14,28 | 14,28 | 90 |
| Norbert Ohagen | 0:2 | 274   | 21    | 13,04 | –     | 43 |

| Name             | MP  | Pkte. | Aufn. | GD     | BED    | HS  |
| ---------------- | --- | ----- | ----- | ------ | ------ | --- |
| Wolfgang Zenkner | 0:2 | 62    | 3     | 20,66  | –      | 31  |
| Dieter Wirtz     | 2:0 | 300   | 3     | 100,00 | 100,00 | 265 |

| Name           | MP  | Pkte. | Aufn. | GD    | BED   | HS  |
| -------------- | --- | ----- | ----- | ----- | ----- | --- |
| Dieter Müller  | 0:2 | 229   | 13    | 17,61 | –     | 116 |
| Günter Siebert | 2:0 | 300   | 13    | 23,07 | 23,07 | 89  |

### 6. Spielrunde
| Name           | MP  | Pkte. | Aufn. | GD    | BED   | HS  |
| -------------- | --- | ----- | ----- | ----- | ----- | --- |
| Günter Siebert | 0:2 | 144   | 9     | 16,00 | –     | 72  |
| Norbert Ohagen | 2:0 | 300   | 9     | 33,33 | 33,33 | 191 |

| Name             | MP  | Pkte. | Aufn. | GD    | BED   | HS  |
| ---------------- | --- | ----- | ----- | ----- | ----- | --- |
| Wolfgang Zenkner | 2:0 | 300   | 12    | 25,00 | 25,00 | 195 |
| Peter Sporer     | 0:2 | 285   | 12    | 23,75 | –     | 128 |

| Name          | MP  | Pkte. | Aufn. | GD    | BED   | HS  |
| ------------- | --- | ----- | ----- | ----- | ----- | --- |
| Dieter Müller | 2:0 | 300   | 4     | 75,00 | 75,00 | 193 |
| Dieter Wirtz  | 0:2 | 205   | 4     | 51,25 | –     | 134 |

### 7. Spielrunde
| Name           | MP  | Pkte. | Aufn. | GD    | BED   | HS |
| -------------- | --- | ----- | ----- | ----- | ----- | -- |
| Dieter Wirtz   | 2:0 | 300   | 14    | 21,42 | 21,42 | 84 |
| Norbert Ohagen | 0:2 | 144   | 14    | 10,28 | –     | 49 |

| Name             | MP  | Pkte. | Aufn. | GD    | BED   | HS |
| ---------------- | --- | ----- | ----- | ----- | ----- | -- |
| Wolfgang Zenkner | 0:2 | 201   | 12    | 16,75 | –     | 47 |
| Günter Siebert   | 2:0 | 300   | 12    | 25,00 | 25,00 | 96 |

| Name          | MP  | Pkte. | Aufn. | GD    | BED   | HS  |
| ------------- | --- | ----- | ----- | ----- | ----- | --- |
| Dieter Müller | 2:0 | 300   | 8     | 37,50 | 37,50 | 101 |
| Peter Sporer  | 0:2 | 67    | 8     | 8,37  | –     | 39  |

## Abschlusstabelle
| Klassement                 | Klassement       | Klassement | Klassement | Klassement | Klassement | Klassement | Klassement | Klassement |
| Platz                      | Name             | MP         | Pkte.      | Aufn.      | GD         | BED        | HS         |            |
| -------------------------- | ---------------- | ---------- | ---------- | ---------- | ---------- | ---------- | ---------- | ---------- |
| 1                          | Dieter Müller    | 12:2       | 2029       | 45         | 45,08      | 150,00     | 226        |            |
| 2                          | Dieter Wirtz     | 10:4       | 1913       | 87         | 21,98      | 100,00     | 265        |            |
| 3                          | Peter Sporer     | 10:4       | 1852       | 95         | 19,49      | 75,00      | 137        |            |
| 4                          | Wolfgang Zenkner | 8:6        | 1521       | 79         | 15,25      | 25,00      | 195        |            |
| 5                          | Günter Siebert   | 8:6        | 1607       | 89         | 18,05      | 25,00      | 148        |            |
| 6                          | Norbert Ohagen   | 4:10       | 1812       | 130        | 13,93      | 33,33      | 191        |            |
| 7                          | Klaus Müller     | 2:6        | 639        | 56         | 11,41      | 11,11      | 66         |            |
| 8                          | Heinz Janzen     | 2:6        | 644        | 80         | 8,05       | 10,71      | 53         |            |
| 9                          | Fritz Günther    | 2:6        | 762        | 90         | 8,46       | 7,14       | 60         |            |
| 10                         | Heinz Ohagen     | 0:8        | 637        | 69         | 9,23       | –          | 40         |            |
| Turnierdurchschnitt: 16,36 |                  |            |            |            |            |            |            |            |